# SpVgg Sülz 07
SpVgg Sülz 07 was een Duitse voetbalclub uit Keulen.

## Geschiedenis
De club werd opgericht in 1907 als Sülzer Sportverein. De club was aangesloten bij de West-Duitse voetbalbond en speelde in de Zuidrijncompetitie. Na een aantal jaar in de lagere reeksen promoveerde de club in 1914 naar de hoogste klasse, die om oorlogsredenen in regionale groepen verdeeld was. Na de oorlog speelde de club weer in de tweede klasse.
In 1919 fuseerde de club met Fußball Club 1908 Hertha Sülz om SpVgg te vormen. In 1922 promoveerde de club naar de hoogste klasse van de Rijncompetitie. Na enkele middelmatige resultaten werd de club in 1925/26 derde. Het volgende seizoen werd de club groespwinnaar en plaatste zich voor de finalegroep, waar ze derde werden.
In 1927/28 werd de club opnieuw groepswinnaar en kon nu ook de finalegroep winnen. In de West-Duitse eindronde werd Sülz in een groepsfase met zeven clubs kampioen en plaatste zich ook voor de nationale eindronde. In de eerste ronde werd Eintracht Frankfurt met 3:1 opzij gezet, maar in de kwartfinale werden ze verslagen door Bayern München met 5:2. Het volgende seizoen werd de club opnieuw groepswinnaar, maar moest de algemene titel aan VfL Borussia München-Gladbach laten. Als vicekampioen mocht de club wel naar de eindronde, waar ze meteen verloren van SV Kurhessen 1893 Kassel. Na een nieuwe titel in 1930 ging de club weer naar de eindronde. De acht kampioenen werden verdeeld over twee groepen van vier clubs. Sülz werd groepswinnaar en plaatste zich voor de finalegroep waar ze derde werden. Echter mochten dit jaar drie clubs uit West-Duitsland naar de nationale eindronde. Sülz nam het nog op tegen de winnaar van de vicekampioenen, Düsseldorfer TSV Fortuna 1895, en won met 4:2 na verlengingen. In de nationale eindronde versloeg de club Stettiner FC Titania 1902 en trof dan Hertha BSC. Na een 1:1 plus verlengingen werd er een replay gespeeld waarin de Berlijnse club Sülz een pak slaag gaf (8:1) en zo uitschakelde. Twee jaar later werd de club opnieuw kampioen en in de eindronde versloeg de club FV 1911 Neuendorf en verloor dan van 1. SV Borussia 04 Fulda. Ook in 1932/33 won Sülz de titel. In de eindronde kreeg de club echter een 0:7 pandoering van Fortuna Düsseldorf. Na dit seizoen kwam de NSDAP aan de macht in Duitsland en werd de competitie gereorganiseerd. De West-Duitse bond met zijn acht competities verdween en maakte plaats voor drie Gauliga's. Als kampioen plaatste Sülz zich voor de Gauliga Mittelrhein. Na een paar derde plaatsen werd de club in 1938/39 kampioen. Hierdoor plaatste de club zich voor de eindronde om de landstitel. In een groep met Fortuna Düsseldorf en Viktoria Stolp werd de club tweede en was uitgeschakeld. Het volgende seizoen werd de club tweede achter Mülheimer SV 06.
In 1941 werd de Gauliga Mittelrhein opgesplitst in de Gauliga Köln-Aachen en de Gauliga Moselland met daarin ook ploegen uit het bezette Luxemburg. De club eindigde in de lagere middenmoot. In 1943/44 bundelde de club de krachten met stasdrivaal VfL Köln 1899. In die tijd gingen meerdere clubs een tijdelijke fusie aan om een volwaardig team op te stellen. Als KSG VfL 99/Sülz Köln werd de club kampioen met één punt voorsprong op SV Düren 99. In de eindronde verloor de club meteen van KSG SpV/TuS 48/99 Duisburg. Het laatste oorlogsseizoen werd niet gespeeld. In 1946/47 nam de club deel aan de Rijncompetitie en werd daarin voorlaatste, waardoor ze zich niet kwalificeerden voor de nieuwe Oberliga West
In 1948 fuseerde de club met Kölner BC 01 en werd zo de nieuwe topclub 1. FC Köln.

## Erelijst
Rijnkampioen
1928, 1930, 1932, 1933
Kampioen West-Duitsland
1928
Gauliga Mittelrhein
1939
Gauliga Köln-Aachen
1944 (oorlogsfusie met VfL)